# Храм Николая Чудотворца (Обратеево)
Храм Никола́я Чудотво́рца — полуразрушенный православный храм в селе Обратеево Дмитровского района Орловской области. Памятник градостроительства и архитектуры регионального значения.

## История
Деревянный однопрестольный храм, освящённый в честь Николая Чудотворца упоминается в Обратеево с 1620-х годов. В начале XVIII века здесь служил священник Иван Кириллов, который в 1706 был переведён в Воздвиженский храм села Трофимово. Новое деревянное здание храма было построено в 1729 году. К концу XVIII века церковь обветшала и около 1800 года в Обратеево из села Столбище было куплено и перевезено здание бывшего Сергиевского храма. В иконостасе храма была оставлена икона Сергия Радонежского, сохранившаяся со времён пребывания здания церкви в Столбище.
В январе 1865 года посвящён в стихарь указной причетник Николаевского храма Иван Архангельский.
В 1878 году к приходу Николаевского храма было приписано население деревни Белочь. Деревянное здание храма было небольшого размера и с трудом вмещало всех прихожан. В 1888 году на высоком берегу лога в центре села началось строительство нового, каменного храма. В 1891 году для росписи церкви из Карачева сюда был приглашён храмовый живописец А. А. Тетёркин. Строительство было завершено в 1903 году. К этому времени в приходе Никольской церкви числилось 896 душ мужского пола. 12 ноября того же года за особое старание при постройке храма священник Николай Адамов был награждён скуфьёй.
В 1907 году приходской совет церкви боролся с распространением революционной пропаганды среди местного населения, противодействовал пьянству, сквернословию, воровству и другим порокам, распространял среди местного населения нравственные брошюры и листки, занимался изысканием средств на украшение храма.
По данным 1910 года причт храма состоял из трёх священнослужителей: священника, диакона и псаломщика. В приходе церкви числилось 925 душ мужского пола, храму принадлежало 36 десятин земли, годовой братский доход составлял 600 рублей. На 1 января 1914 года в приходе храма числилось 1837 человек, на 1 января 1916 года — 1946 человек.
В советское время храм был закрыт, а его здание использовалось для хозяйственных целей. Решением малого Совета Орловского областного Совета народных депутатов № 81-7 от 6 июля 1993 года взят под государственную охрану. В настоящее время храм находится в запустении. Метрические книги церкви не сохранились.

## Архитектура
Расположен в центре села на высоком левом берегу реки Неруссы. Представляет собой кирпичную трёхпрестольную церковь, построенную в духе образцовых проектов конца XIX века. Четырёхстолпный четверик, завершённый восьмигранным куполом, притвором связанный с двухъярусной колокольней. Внутри храма видны плохо сохранившиеся фрагменты настенной росписи.

## Причт и старосты храма

### Священники
- Николай Адамов (до 1903 года — 2 сентября 1909 года)[14]
- Михаил Синайский (2 сентября 1909 года — 4 декабря 1909 года)[15]
- Николай Фролов (5 декабря 1909 года — 30 января 1910 года)
- Митрофан Булгаков (1918 год)[16]

### Диаконы
- С 8 января 1898 года место диакона пустовало многие годы[17]

### Псаломщики
- Афанасий Троицкий (? — 1 декабря 1906 года)[18]
- Николай Макарьев (2 декабря 1906 года — 15 мая 1907 года)
- Алексей Семов (15 мая 1907 года — ?)[19]

### Церковные старосты
- Василий Игнатьевич Алдошин (21 декабря 1901 года — ?)[20]
- крестьянин Гавриил Чернов (26 ноября 1907 года — ?)[21]